# Lithophane winnipeg
Lithophane winnipeg är en fjärilsart som beskrevs av Smith 1900. Lithophane winnipeg ingår i släktet Lithophane och familjen nattflyn. Inga underarter finns listade i Catalogue of Life.